# Vermilion River (Eriesee)
Der Vermilion River ist ein 95 km langer Zufluss des Eriesees an dessen Südufer im nördlichen US-Bundesstaat Ohio. Der Fluss entwässert 694 km² überwiegend landwirtschaftlich genutztes Land, das im Einzugsgebiet des Eriesees liegt. Der Name Vermilion bedeutet Zinnoberrot und bezieht sich auf die rotbraune Färbung des Flusses bei Hochwasser, die von dem rötlich gefärbten Lehm am Flusslauf stammt.
Der Vermilion River entspringt im Mud Lake bei der Ortschaft Baily Lakes im Ashland County und folgt einem generell nördlichen Kurs durch die Countys Huron, Lorain und Erie, bis zur Mündung bei der Stadt Vermilion in den Eriesee. Einige Kilometer zuvor passiert der Fluss eine tiefe Schlucht. Die wichtigsten Nebenflüsse des Vermilion Rivers sind der Southwest Branch Vermilion River, der 1 km südlich von Fitchville einmündet, der East Branch Vermilion River und der East Fork Vermilion River, die südlich von Wakeman bzw. bei Birmingham einmünden.
Rund 73 % des Einzugsgebiets werden landwirtschaftlich genutzt, gefolgt von Waldland mit 26,3 %. Die verbleibenden 1,9 % bestehen aus Feuchtgebieten, Wasserflächen und urbanisiertem Gelände.
Der United States Board on Geographic Names gab dem Fluss 1899 seinen offiziellen Namen.  Dem Geographic Names Information System zufolge wurde der Vermilion River zuvor auch mit Oulame Thepy, Vermillion River und River en Grys bezeichnet.